# Waterland
Waterland er en kommune i Holland i provinsen Nordholland. Den ligger nord for Amsterdam på bredden af IJsselmeer.
Waterland ligger umiddelbart nord for Hollands største by Amsterdam.
Kommunens hovedindtægtkilde er turismen: Marken er et verdenskendt turistmål.
I Monnickendam er et skibsværft med mere. Også kvægdrift er en vigtig indkomstkilde (mælkeprodukter, Edamer ost).

Motorvejen fra Amsterdam til Purmerend og Den Helder går gennem kommunen. Den nærmeste banegård er i den vestlige nabokommune Zaanstad.
Kommunen er på grund af indsøen IJsselmeer begrænset mod øst.

## Historie
Se også artiklerne om Marken og Monnickendam.
Broek in Waterland opstod i middelalderen som en lille bosættelse i en mose (broek). Broek var allerede i det 16. århundrede en søfartslandsby. Kirken blev derfor viet til den hellige Sankt Nikolaus, sømændenes beskytter. Efterhånden flyttede skibsredere og skibskaptajner fra Amsterdam til byen. Mellem 1700 og 1740, da en art kvægpest hærgede i store dele af Holland, havde kvægdriften en stor økonomisk betydning, da aftagerne i Amsterdam betalte høje priser. I det 18. århundrede berettede udenlandske besøgende om den gode hygiejne og rigdom i Waterland.
Zuiderwoude er også kendt for i det 17. århundrede at have gode velmagtsdage med skibsfart og handel.
Katwoude var indtil 1991 en selvstændig kommune, den mindste i Holland.

## Kommunens byer og landsbyer
Kommunen Waterland består af følgende byer, landsbyer og/eller distrikter: Broek in Waterland (2388) , Ilpendam (1887), Katwoude (233), Marken (1810), Monnickendam (9830), Overleek (80, Uitdam (170), Watergang (400), Zuiderwoude (320).

## Politik
Kommunerådet i Waterland består af 17 sæder der er delt på følgende måde:
- CDA – 5
- GroenLinks – 3
- Waterland95 – 3
- Algemeen Belang – 2
- PvdA – 2
- VVD – 2

## Galleri
- Monnickendam
- Broek in Waterland
- Marken
- Kanal i Waterland
- Waterland
- Dige i Waterland
- Waterland

## Fodnoter
1. ↑  CBS, Statline